# Nossi-Bé

Mapa de Nossi-Bé

Nosy Be (en malgaix «gran illa»; en francès: Nossi-Bé, a vegades Nossy-Bé o Nosy-Bé; també apareix com Nossi Be, Nosy Be i Nossy Be) és una illa costanera de Madagascar situada al canal de Moçambic, prop de la costa nord-oest de Madagascar. L'illa és també anomenada Ambariobe (La Gran illa en dialecte local) pels habitants de la regió.

## Geografia

### Localització
Illa volcànica d'una superfície de 321 km², se situa a la badia d'Ampasindava a 8 quilòmetres de la costa de Madagascar. S'estén sobre aproximadament 26 quilòmetres del nord al sud i 20 quilòmetres d'est a oest. És l'illa principal d'un arxpèlag que comprèn les petites illes de Nosy Komba, Nosy Fanihy, Nosy Sakatia, Nosy Iranja, Nosy Tanikely i els arxipèlags de les Mitsio i de les Radama. El conjunt constitueix un departament dins la regió Diana.
L'illa culmine al mont Lokobe, volcan apagat a 455 metres d'altitud ; el mont Passot és a 329 metres d'altura.
La seva població capçalera és Hell-Ville (nom usual però el nom malgaix usat és Andoany) de 30.000 habitants, situada a la costa sud, que posseeix el port principal de l'illa.

### Topografia
Nosy Be té una forma prou regular amb un relleu prou accidentat. El seu punt culminant és el Lokobe amb 450 m al sud-est de l'illa i a continuació el Mont Passot a 315 m al centre de l'illa accessible a través dels anomenats llacs sagrats.
Les seves costes estan formades per nombroses badies i platges meravelloses plenes de cocoters.

### Geologia

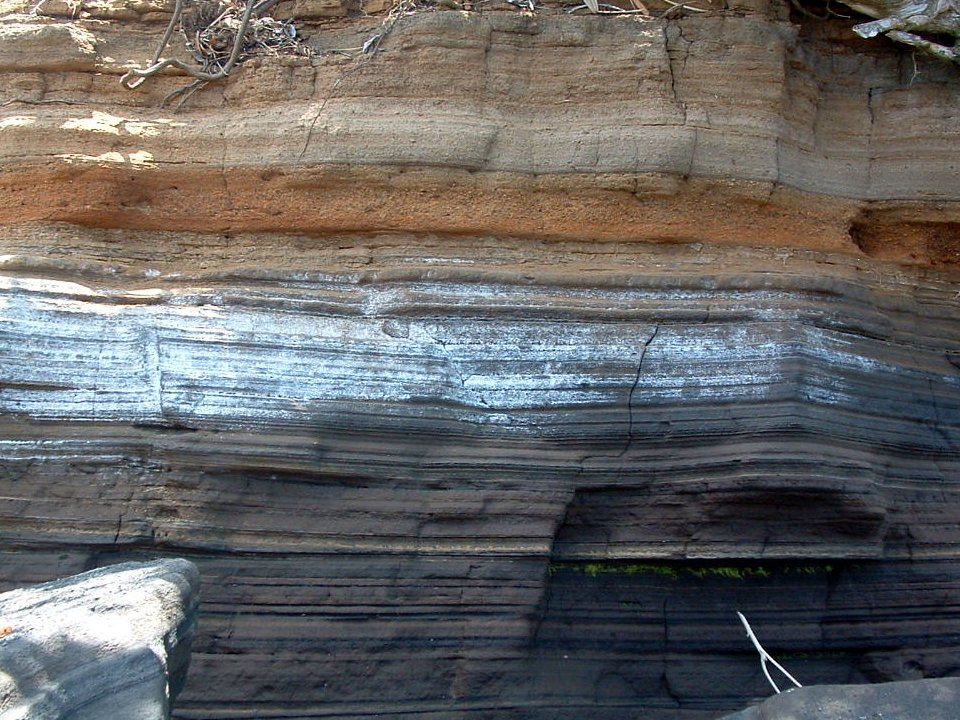
terra estratificada al litoral de Nosy Be.

Hi ha nombrosos llacs, d'origen volcànic, envoltats d'una vegetació tropical. Són generalment habitats per cocodrils.

### Clima
L'illa de Nosy Be i el seu archipel tenen un clima particularment agradable amb una mitjana anual de temperatura de 25° (al 'hivern 22° i durant l'estiu, d'octubre a febrer, 28°). En la regió nord de l'arxipèlag de Nosy Be, les illes Mitio i la badia del Courrier, bufa durant l'hivern un vent prou fort anomenat « avarabe » mentre que totes les tardes, la calor de la jornada és temperada per una agradable brisa d'oest, anomenada « talio » que bufa fins a la posta del sol.
La regió de Nosy Be i del baix Sambirano es caracteritza per pluges anuals prou abundants. (2 244 mil·límetres a Nossi-Bé, 2.196 mil·límetres a Ambanja). El màxim es dona en el mes de gener (508 mil·límetres a Fascene, 462 mil·límetres a Hell-Ville, 541 mil·límetres a Ambanja). El mínim és el juliol (25 mil·límetres a Fascene, 37 mil·límetres a Hell-Ville) o el juny (26 mil·límetres a Ambanja).

### Transport

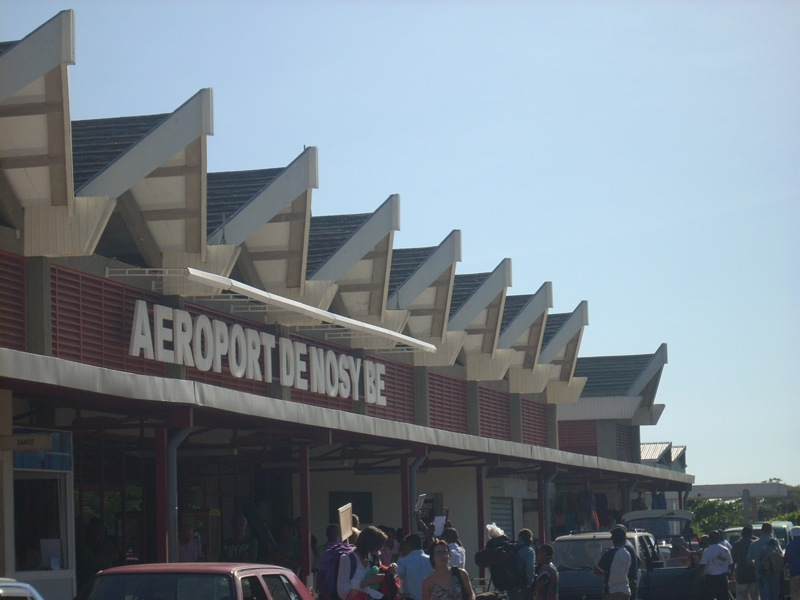
L'aeroport internacional de Fascene.

S'accedeix a l'illa Nosy Be de dos formes: per mar i per avió.

#### Transport viari
Nosy Be disposa d'una sola i única carretera en dur que fa la volta a l'illa, a més de nombrosos camins i pistes en més o menys bon estat. Per desplaçar-se s'utilitzen taxis, tuk-tuks, motos i bicicletes.

#### Transport aeri
L'aeroport internacional de Fascene es troba a la costa est de Nosy Be i està servit per vols regulars per Air Madagascar des de Antananarivo i l'illa del Reunió, Corsair i Air Austral via l'illa de la Reunió i Turkish Airline via Antananarivo

#### Transports marítims
Per vaixell, hi ha connexions que comuniquen el port de Hell-Ville a partir del d'Ankify; les sortides es fan tota la jornada amb retorn a la caiguda de la nit. Cal tenir en compte que la mar es mou més en el després del migdia. A l'illa existeixen tres principals ports existeixen, el de Hell-Ville que rep els provinents d'Ankif i els containers; el port de la Marina on tots els catamarans de la Reunions i d'altres llocs es concentren; finalment la platja de Ambatoloaka que no és pas un port pròpiament parlant però és d'on es fan totes les sortides d'excursions a les illes properes.

## Entorn i patrimoni natural

### Flora
La flora tropical de la costa oest presenta boscos primaris molt bonics entre els quals alguns protegits per l'Estat sota forma de reserves naturals; a Nosy Be hi ha la de Lokobe. Arxivat 2016-06-25 a Wayback Machine.
Entre les essències, les més comunes, citem el palissandre, el camfrier, diverses espècies de palmeres, el kapokier, el tamarinier i els filaos.
Els francesos van introduir diverses espècies que avui fan la riquesa de l'illa i s'hi desenvolupen molt bé: la canya de sucre (1650) i el cafè (1845).
Entre altres espècies vegetals, citem les acabies, les rafies, els eucaliptus, el cacau.
A més d'aquestes fruites conegudes, les illes ofereixen moltes altres varietats ignorades a Europa però molt agradables tals com el jack, el poc-poc, el combava i el cor de bou.

### Fauna terrestre
A Nosy Be viuen essencialment algunes espècies de lèmurs nocturns a la reserva natural de Lokobe però hi ha una forta concentració de Lèmur Macaco, de pell negra, a l'illa de Nosy Komba, que constitueix igualment una reserva natural.

### Biodiversitat marina
Els peixos més comuns són aquells dels esculls com els peixos perroquets, els merus, els thons, les barracudes, els espadons, els carangues. La majoria són visibles al parc protegit de Nosy Tanikely

## Història

### 900 a 1800
Fou cap al segle IX que els navegants àrabs van començar a visitar periòdicament l'illa que van anomenar Nosy be «Assada» o «Sada», i els malgaixos la nomenava llavors «Vario Be».
Cap el 900 els àrabs van abordar les costes nord-oest de Madagascar i es re-avituallaven a Nosy Be on van crear una factoria a Mahilaka. Van fortificar llavors l'establiment amb un mur a tot el recinte de 4 metres d'alt i 2 km i 1 km tancant a la costa.
Vers el 1100 els àrabs van crear una factoria a Ambanaro. Vers el 1200 Mahilaka esdevingué la ciutat més gran de Madagascar. Vers el 1400 els indis van arribar per establir-se a Ambanoro, quan ja havia començat la decadència de Mahilaka.
L'illa fou ocupada pels francesos des de 1841, interessats per la seva bonica rada – és a dir 55 anys abans que la resta de Madagascar - sent a continuació ràpidament colonitzada. Nosy Be va esdevenir al segle xix un establiment comercial important de la costa oest de Madagascar.

### Colonització
L'illa de Nosy Be esdevingué un lloc important a Madagascar a partir de final dels anys 1830. El capità d'infanteria de marina Pierre Passot fou encarregat pel governador de l'illa Borbó, almirall de Hell, de buscar un port militar a Madagascar per reemplaçar Port-Louis (a l'Illa Maurici) que havia passat a mans de la Gran Bretanya. L'expedició va arribar a Nosy Be el 1839, amb el vaixell La Prévoyante. Passot, assistit per mariners i un missioner (el abat Dalmond) van escollir el port natural més segur de Nosy Be, en el qual van fundar una plaça militar, batejada com Hell-Ville en l'honor del governador de Borbó i fou declarada territori colonial francès el 14 de juliol de 1840 depenent de l'illa Borbó.
Passot va tornar amb el vaixell Colibri l'any 1841 i va prendre oficialment possessió de Nosy Be (en francès Nossi-Bé) i de les illes adjacents. L'illa de Nosy Be fou doncs colonitzada 55 anys abans que la resta de Madagascar. Nossi-Bé va esdevenir llavors, a la meitat del segle xix, un establiment comercial important de la costa oest de Madagascar. L'illa era un centre econòmic que connectava l'illa de la Reunió amb Majunga i a les altres ciutats de la costa.
El 1842 els francesos la van batejar per decret «Nossi-Bé» la gran illa o «la perla de l'oceà indi». El 25 de març de 1843 va quedar integrada en una colònia junt amb Mayotte.
El 1849, els francesos van aplicar l'abolició de l'esclavatge votada a la metròpoli el 1848, cosa que va causar una gran revolta dels propietaris malgaixos que van formar una lliga i es van amotinar contra l'administració; un exèrcit sakalava va atacar Hell-Ville però va ser rebutjat.
A partir dels anys 1850, les cultures les plantacions en arrendament es van desenvolupar, essencialment portades a terme per colons reunionesos, mauricians i francesos. L'illa va ser part, junt a l'illa de Santa Maria (Sainte-Marie de Madagascar) d'un govern que incloïa també Mayotte i va arribar a tenir uns 15.000 habitants vers 1865, però fou declarada colònia separada el 1878 mentre Mayotte i Samta Maria de Madagascar passaven a dependre de la Reunió.
El 6 d'agost de 1896 fou agregada a Madagascar després de la conquesta d'aquesta illa per França, i poc després tota l'illa va esdevenir la colònia de Madagascar.
L'illa de Nossi-Bé fou durant la segona meitat del segle xix i fins a la independència de Madagascar el 1960, una colònia agrícola amb molts camps de canya de sucre, blauet, café, i també de sèsam, arròs, moresc, patates dolces (moniatos) i mandioca. Allí es recullen les flors d'ylang-ylang à partir dels anys 1910 i és d'aquesta activitat que li ve el malnom d'Illa dels Parfums. Al curs dels anys 1920, l'illa va desenvolupar una important industria de la sucre entron de la vila de Dzamandzar amb una famosa fabrica de rom portant el mateix nom.
Als darrers anys ha adquirit la reputació de ser el principal lloc turístic de Madagascar amb nombrosos hotels amb bungalows enllaçats per carretera i molts operadors turístics oferint desplaçaments a les illes veïnes de Nosy Komba (per veure lèmurs) i Nosy Tanikely (un paradís pel snorkel). L'illa és típicament tropical amb els seus cocoters i plantacions de ylang-ylang, platges buides d'arena blanca i aigua clara on fer snorkel i bordejades per palmeres i una pesca satisfactoria.

## Governadors de Nossi-Bé
- 1841 - 1842 François Gouhot
- 1842 Peirre Passot
- 1842 - 1845 Charles Auguste Joseph Morel
- 1845 - 1848 Henri Martin Lamy
- 1848 - 1851 Jean Ernest Marchaisse
- 1851 Alexandre Louis Berg
- 1851 - 1852 Jean Théophile Lapeyre-Bellair
- 1852 - 1853 Thomas Joseph Dupuis
- 1853 - 1854 André Brisset
- 1854 - 1855 Louis Antoine-Ernest Arnoux
- 1855 - 1856 Joseph Méciste Septans
- 1856 - 1858 Thomas Joseph Dupuis (segona vegada)
- 1858 - 1860 Paul-Gustave Sachet
- 1860 - 1861 Justin Jean Baptiste Clément Dupérier
- 1861 - 1865 Vincent Derussat
- 1865 - 1866 Pierre Lucas
- 1866 - 1868 Joseph Ferdinand Hayes
- 1868 - 1869 Louis Jean Chériner
- 1869 - 1870 Aimé Ernest Justin Champy
- 1870 - 1871 Patrice Louis Jules Ventre de la Touloubre
- 1871 - 1872 Jean-Baptiste Joseph Barnier
- 1872 - 1873 Alexandre Marie Le Clos
- 1873 - 1874 Honoré Henri Léchelle
- 1874 - 1875 Claude Michel Jacques Louis François Fontaine
- 1875 - 1876 Joseph Marie Carle
- 1876 Arthur Paul Feutray
- 1876 - 1878 François Marie Ferriez
- 1878 - 1883 Jean-Baptiste Alphonse Seignac
- 1883 - 1886 Alexandre Charles Le Maitre
- 1886 - 1888 Léon Émile Clément-Thomas
- 1888 - 1889 Furcy Augustin Armanet
- 1889 - 1896 Joseph François

## Societat

### Demografia
Nosy Be comptava 200 habitants l'any 1830, 30.000 habitants l'any 1979, 41.900 habitants l'any 2006, aproximadament 50.000 habitants l'any 2012
i aproximadament 60.000 habitants l'any 2016

### Llengües
Les llengües oficials de l'administració, de l'ensenyament i de la premsa escrita i oral són el malgaix i el francès, però la llengua local és el malgaix. Aproximadament el 20% de la població malgaix parla habitualment el francès.

### Religions
Del fet dels diferents orígens de la població, les principals religions practicades a l'illa són el cristianisme i l'islam i com en tota la resta de Madagascar, les creences tradicionals.

## Economia

### Turisme

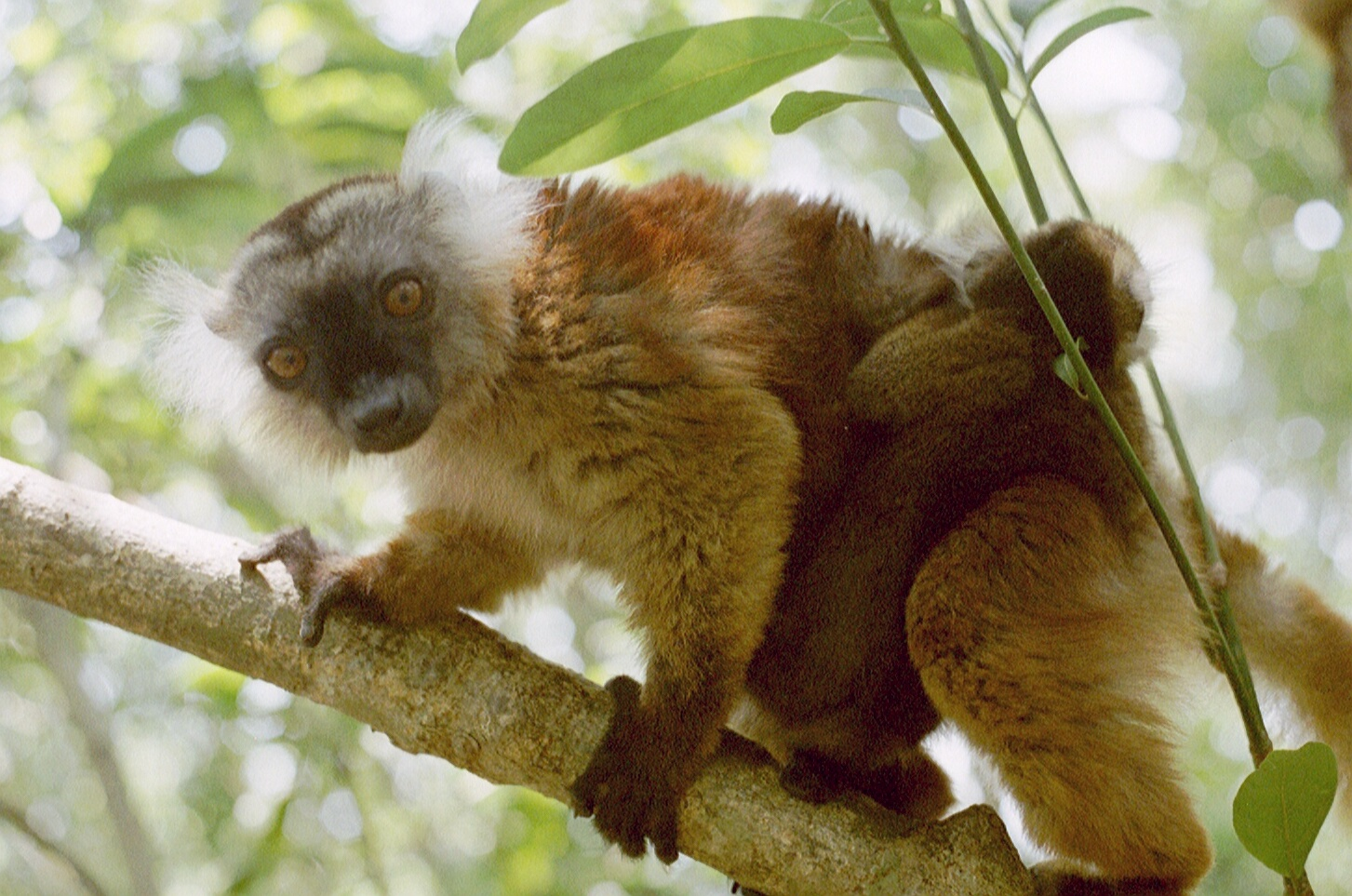
Lémur negre i el seu petit a la reserva de Lokobe

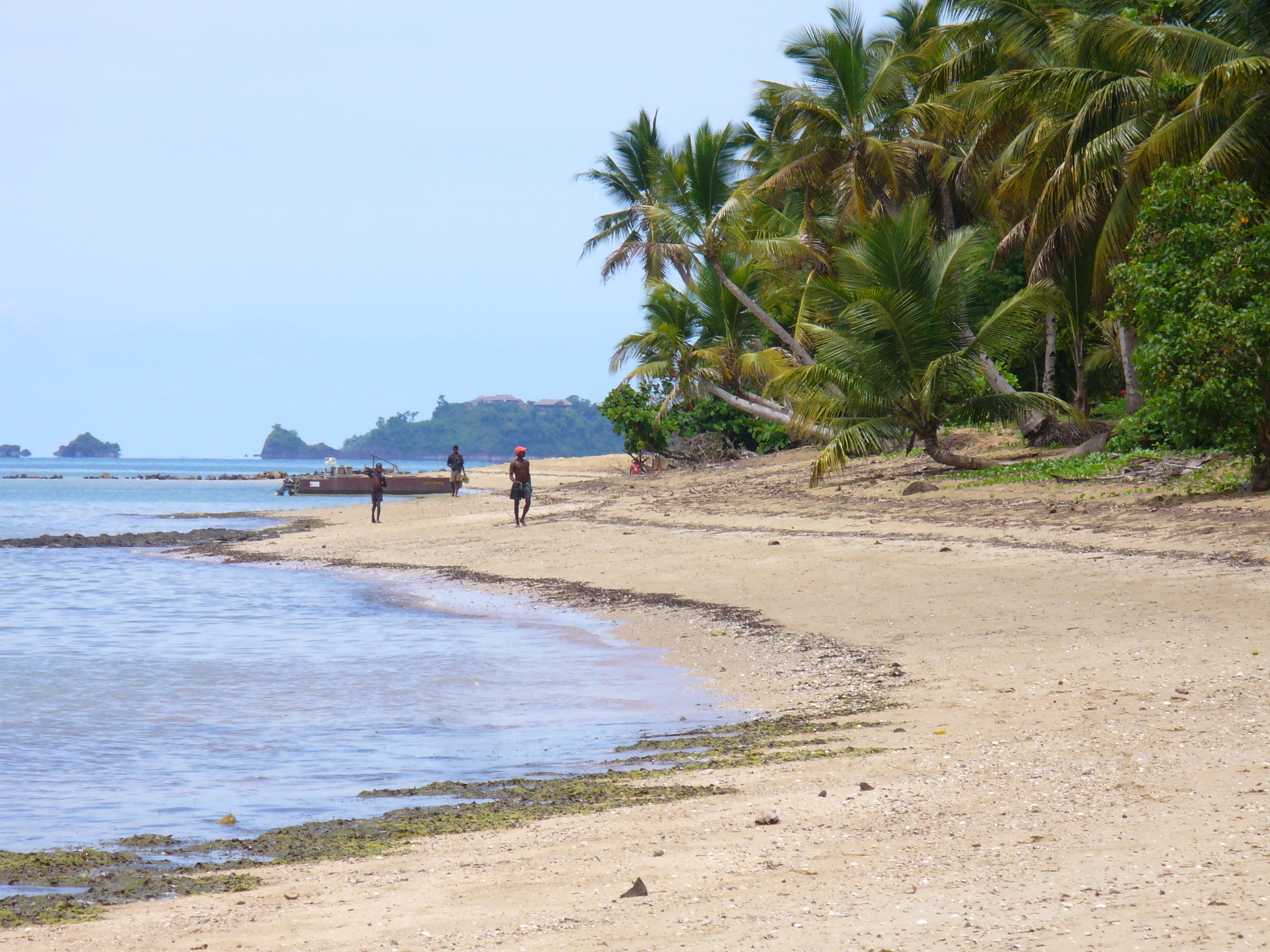
Vista d'una platja de Nosy Be.

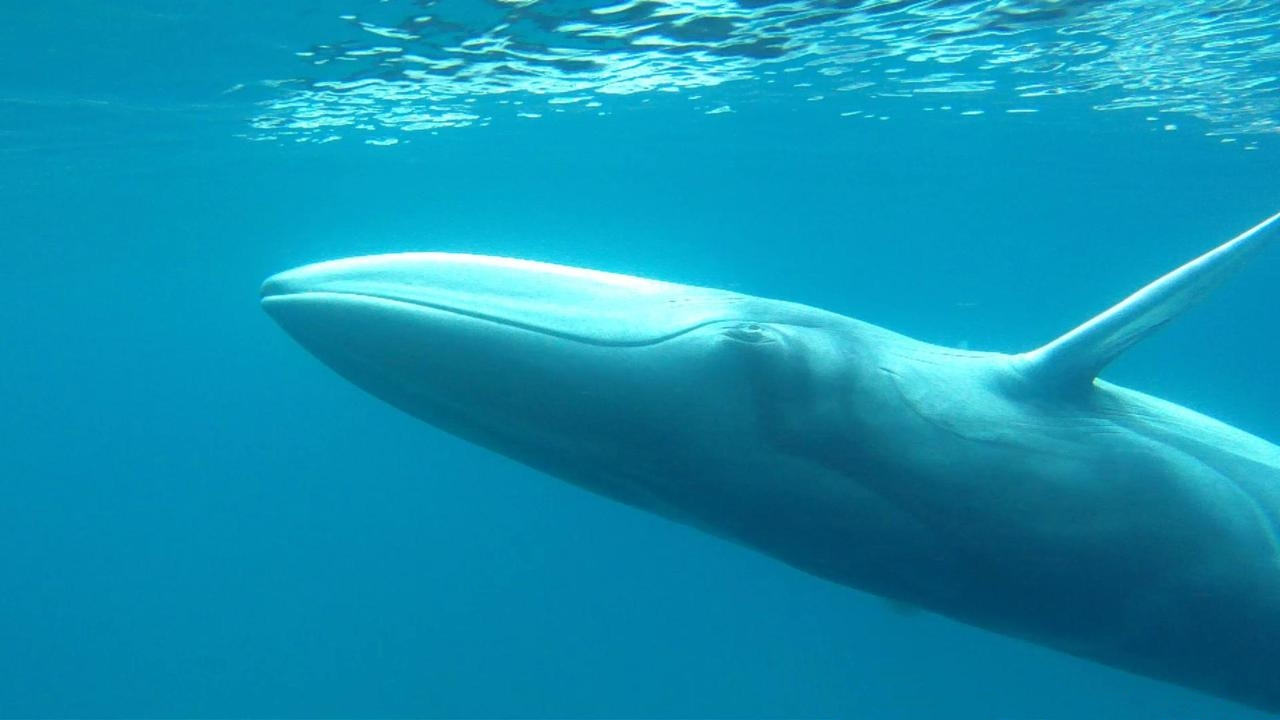
Balaenoptera omurai, Nossi-Bé.

Abans de la independència de Madagascar, l'economia de l'illa s'havia orientat sobre l'agricultura. Després de 1960, Nosy be s'ha reconvertit parcialment al turisme. No obstant això, el 2011 encara hi havia una manca important de infraestructures i faltaven carreteres, subministrament d'electricitat i iagua i altres, malgrat l'obertura de nous hotels l'any 2010 i 2011. Tanmateix, les capacitats hoteleres actuals són més elevades que la demanda.
El poble balneari d'Ambatoloaka (en malgaix: «allà on hi ha una pedra trencada») sobre la costat oest, és un antic poble de pescadors que ha patit un desenvolupament anàrquic degut a l'expansió del turisme. El lloc reagrupa avui nombroses estructures hoteleres de mitja categoria i és un punt de sortida de les activitats turístiques de l'illa (excursions, lloguer de vehicles, restaurants, casino, bars i llo cs de sortides divers).

Nosy Be sofreix d'un crònic problema de turisme sexual que les autoritats malgaixes no arriben pas a resoldre. El 3 d'octubre de 2013, dos turistes europeus (un francès i un franco-italià), així com un malgaix d'origen comorià, van ser linxats per la multitud a la platja d'Ambatoloaka, acusats de l'homicidi d'un nen de vuit anys del qual el cos havia estat trobat sobre una platja. Segons una font diplomàtica francesa, 
| « | un certain nombre d'informations accréditent la thèse que l'enfant retrouvé mort aurait pu être au centre de pratiques pédophiles dans un hôtel de passe de Nosy Be | » |

 L'octubre del 2013, el resultat d'una enquesta preliminar portada per la justícia francesa al domicili de l'un dels francesos linxats no hauria pas permès de trobar de proves podent implicar la víctima en fets de tràfec d'òrgans ni en activitats pedofiles. En l'investigació de les autoritats locals, set malgaixos van ser inculpats per l'homicidi dels tres homes i enviats per ser jutjats al tribunal de Antananarivo el 23 d'octubre.
No obstant això, l'illa ofereix indrets autèntics i preservats encara per descobrir i on estar-se, fora dels espais investits pel turisme de massa. És el cas de la costa sud-est i dels pobles situats vora la platja al voltant de la Reserva natural de Lokoke com els pobles de Doany-Antafondro i de Ampasipohy.
L'illa és igualment coneguda a l'Oceà Índic pel seu festival anual, el Donia, que reuneix durant el mes de maig una selecció d'artistes de Madagascar i de altres illes de l'oceà Índic.

### Agricultura

En el port de Nosy Be

Entre les principals cultures es troba del cafè, la vainilla, el pebre, el ylang-ylang i la canya de sucre. Aquesta última mereix un esment especial: després d'haver conegut la «febre sucrera» de 1850 a 1890 —divuit molins de vapor a l'illa, 1.000 ha de plantacions— a continuació va patir una crisi deguda a l'enfonsament dels preus; la seva cultura es va reprendre l'any 1923 per la Compagnie Agricole et Sucrière: de 40.000 tones de canya l'any 1932 es va progressar regularment (millora de les varietats, petit tren lliurant les canyes a la fàbrica, modernització del material agrícola i industrial...) per arribar el 1968 a 140.000 tones (2000 ha de plantacions) - del qual 40% són aportacions exteriors (antics Domaone La Motte Sant Pierre i Petits Planteurs) - i obtenir una producció de 17.000 tones de sucre brut. Aquesta societat ha preparat sempre el rom (3.700 hl el 1952, 8.000 hl el 1968), del qual una part, envellida en botes de roure, era exportat.
En 1968, existia encara el ferrocarril de la canya de sucre amb dues locomotores Porter a vapor amb fumera en diamant —típica de les locomotores utilitzant la fusta com combustible— i dues de dièsel (una de la sèrie TDE de les Locotracteurs Gaston Moyse i una Plymouth). La xarxa comportava 25 km de via fèrria i hi havia estar creat l'any 1925 per la Compagnie Agricole et Sucrière perquè les parcel·les plantades estaven llavors disseminades: el petit tren lliurava la canya al llarg de jornada durant la copa (hivern austral) travessant els turons on hi havia les plantacions de ylang-ylang i de cafetals…
Al començament del segle xxi, no quedava gran cosa de l'antiga activitat agrícola de Nosy Be. La SIRAMA (Siramamy Malagasy és a dir: «Compagnie sucrière nationale malgache») va presentar el balanç de tancament des de 2006 i les infraestructures han quedat abandonades. El desembre del 2007, la rehabilitació del lloc ha estat anunciada, gràcies a inversionistes xinesos, amb la finalitat de trobar la capacitat de producció històrica, a saber 16000 tones de sucre i 11000 hectolitres de alcohol pur per any. Però el projecte no ha tingut pas encara una realització concreta. Les terres agrícoles de la SIRAMA foren en endavant progressivament cedides, parcel·la a parcel·la, i transformades en hotels o habitacions, hipotecant definitivament la possibilitat d'un restabliment de l'explotació agrícola d'aquestes terres, activitat que havia fet viure més de 3.000 persones de l'illa en el passat.